# Persaios von Kition
Persaios von Kition (* wohl um 305 v. Chr. in Kition auf Zypern; † wohl 243 v. Chr. in Akrokorinth) war ein antiker griechischer Philosoph und Politiker. Er war Schüler Zenons von Kition und gehörte der stoischen Philosophenschule an.

## Leben
Persaios stammte aus einer vornehmen Familie aus der Hafenstadt Kition auf Zypern. Von seinem Vater Demetrios ist nur der Name bekannt. Die Geburt des Philosophen wird um 305 v. Chr. datiert. Persaios wuchs in Athen im Hause Zenons von Kition auf, des Gründers der Stoa, dessen Schüler er wurde. Eine Überlieferung, der zufolge er ein Sklave Zenons war, ist nicht glaubwürdig. Im Jahr 276 lud König Antigonos II. Gonatas von Makedonien Zenon ein, in seine Hauptstadt Pella zu kommen. Zenon lehnte die Einladung ab und entschloss sich, stattdessen Persaios an den makedonischen Hof zu schicken. Antigonos machte Persaios zu seinem Ratgeber und zum Erzieher seines Sohnes Halkyoneus. Am Königshof soll Persaios eher das Leben eines Höflings als das eines Philosophen geführt haben.
Der Dichter Aratos von Soloi hielt sich mit Persaios in Pella auf. Ob Aratos ein Schüler des Persaios war, wie in der Forschung teils angenommen wird, oder nur mit ihm zusammen in Athen am Unterricht Zenons teilgenommen hatte, ist unklar.
Nachdem es Antigonos 244 v. Chr. gelungen war, die Stadt Korinth in seine Macht zu bringen, unterstellte er die dortige Festung Akrokorinth dem Truppenführer Archelaos und dem anscheinend militärisch unerfahrenen Persaios. Im folgenden Jahr überfiel Aratos von Sikyon Akrokorinth und eroberte die Festung. Über das Schicksal des Persaios liegen unterschiedliche Angaben vor. Einer antistoischen Überlieferung zufolge entging er der Gefangennahme, floh zu Antigonos und musste dann zugeben, dass der stoische Lehrsatz, als „Weiser“ sei man zwangsläufig auch ein guter Feldherr, sich als unzutreffend erwiesen hatte. Als glaubhafter gilt der Bericht, nach dem Persaios bei der Verteidigung von Akrokorinth ums Leben kam.

## Werke und Lehre
In dem Verzeichnis der Schriften des Persaios, das der Philosophiegeschichtsschreiber Diogenes Laertios überliefert, werden elf heute verlorene Werke aufgezählt: Über das Königtum, Der spartanische Staat, Über die Ehe, Über die Gottlosigkeit, Thyestes, Über die Liebe, Ermahnungen, Diatriben, Chrien, Denkwürdigkeiten und Sieben Bücher gegen Platons Schrift „Die Gesetze“. Zwei Fragmente der Schrift über den spartanischen Staat sind erhalten geblieben. Aus sonstigen Erwähnungen bekannt sind drei heute verlorene Werke des Persaios mit den Titeln Über die Götter, Ethische Vorträge und Gespräche beim Gelage. Die letztgenannte Schrift ist möglicherweise mit den von Diogenes Laertios angeführten Denkwürdigkeiten identisch, Über die Gottlosigkeit ist vielleicht mit Über die Götter gleichzusetzen.
Über die philosophischen Positionen des Persaios ist wenig bekannt. Er deutete die Götter des Volksglaubens und des Kultes euhemeristisch als historische Menschen, denen man wegen ihrer hilfreichen Entdeckungen und Erfindungen so große Verehrung und Dankbarkeit erwiesen habe, dass sie nach ihrem Tod als göttliche Wesen betrachtet worden seien. Daraus folgt aber nicht zwangsläufig, dass Persaios konsequenter Atheist war.
Nach einer antistoischen Legende bekannte sich Persaios am makedonischen Hof zum stoischen Ideal der Apatheia (Leidenschaftslosigkeit) und der Ataraxie (Unerschütterlichkeit, Seelenruhe). Dieses Ideal fordert, dass sich der Philosoph als „Weiser“ völlig von seinen Affekten befreit, sich von nichts aus der Ruhe bringen lässt und in jeder Lage gleichmütig bleibt. Persaios soll mit dieser Überlegenheit über das Schicksal geprahlt haben. Darauf habe König Antigonos, um ihn auf die Probe zu stellen, einige Kaufleute dazu angestiftet, von einer angeblichen Katastrophe in der Heimatstadt des Stoikers zu erzählen: Seeräuber hätten die Frau des Persaios verschleppt, seinen Sohn erschlagen und seinen Besitz geraubt. Wegen des erfundenen Berichts sei Persaios in Verzweiflung geraten, und so habe sich gezeigt, dass das Gerede über den stoischen Gleichmut nur sinnloses Geschwätz sei.

## Textausgaben und Übersetzungen
- Hans von Arnim (Hrsg.): Stoicorum veterum fragmenta. Band 1, Teubner, Leipzig 1905, S. 96–102 (kritische Edition; Ergänzungen bei Jean-Baptiste Gourinat: Persaïos de Kition. In: Richard Goulet (Hrsg.): Dictionnaire des philosophes antiques. Band 5, Teil 1, Paris 2012, S. 234–243, hier: 234 f.)
- Rainer Nickel (Hrsg.): Stoa und die Stoiker. Band 1, Artemis & Winkler, Düsseldorf 2008, ISBN 978-3-538-03504-1, S. 55–67 (griechischer Text mit Übersetzung)